# Ekstraliga czeska w rugby (2015/2016)
Ekstraliga czeska w rugby (2015/2016) – dwudziesta trzecia edycja najwyższej klasy rozgrywkowej w rugby union w Czechach. Zawody odbywały się w dniach 30 sierpnia 2015 – 4 czerwca 2016 roku. Tytułu mistrzowskiego zdobytego przed rokiem broniła drużyna RC Praga.
W rozgrywkach miało wziąć udział siedem czołowych zespołów poprzednich mistrzostw oraz triumfator niższego poziomu rozgrywek, ostatecznie promowany RC Přelouč odmówił udziału w Extralidze, a jego miejsce zajął drugi zespół poprzedniego sezonu I ligi RK Petrovice.
Niespodzianką półfinałów była porażka faworyzowanego zespołu RC Praga z Tatrą Smíchov, ci z kolei ulegli w decydującym pojedynku drużynie RC Vyškov, dla której był to pierwszy od dwudziestu dwóch lat tytuł mistrzowski, brąz zaś przypadł triumfatorom sprzed roku.
Bezpośrednio do I ligi relegowana po jednym sezonie została drużyna RK Petrovice, natomiast baraż z udziałem przedostatniego zespołu Ekstraligi, RC Dragon Brno, i uprawnionej drużyny z tego sezonu I ligi, RC Olomouc, nie odbył się, bowiem zrezygnowała z tego prawa drużyna z niższej klasy rozgrywkowej.

## System rozgrywek
Rozgrywki ligowe prowadzone były dla ośmiu uczestniczących drużyn w pierwszej fazie systemem kołowym według modelu dwurundowego w okresie jesień-wiosna. Zwycięzca meczu zyskiwał cztery punkty, za remis przysługiwały dwa punkty, porażka nie była punktowana, a zdobycie przynajmniej czterech przyłożeń lub przegrana nie więcej niż siedmioma punktami premiowana była natomiast punktem bonusowym. Druga faza rozgrywek obejmowała mecze systemem pucharowym: czołowe cztery drużyny rozegrały spotkania o mistrzostwo kraju (play-off). Zarówno półfinały, jak i finał, były rozgrywane w formie jednego meczu na boisku drużyny, która po rundzie zasadniczej była wyżej sklasyfikowana. Ostatnie miejsce w tabeli oznaczało automatyczny spadek do I ligi, natomiast drużyna z przedostatniego miejsca rozegrała baraż z drugim zespołem rozgrywek drugiej klasy rozgrywkowej.
Ogłoszenie terminarza rozgrywek nastąpiło w lipcu 2015 roku.

## Drużyny
| Klub             | Miasto              |
| ---------------- | ------------------- |
| RC Dragon Brno   | Brno                |
| RK Petrovice     | Petrovice, Praga 10 |
| RC Praga         | Praga               |
| Slavia Praga     | Praga               |
| Sparta Praga     | Praga               |
| RC Tatra Smíchov | Smíchov, Praga 5    |
| RC Říčany        | Říčany              |
| JIMI RC Vyškov   | Vyškov              |

## Faza zasadnicza
| Nr            | Data             | Mecz                                    | Wynik         |               | Nr               | Data                                    | Mecz          | Wynik |
| I. kolejka    | I. kolejka       | I. kolejka                              | I. kolejka    | II. kolejka   | II. kolejka      | II. kolejka                             | II. kolejka   |       |
| ------------- | ---------------- | --------------------------------------- | ------------- | ------------- | ---------------- | --------------------------------------- | ------------- | ----- |
| 1             | 30.08.2015 14:00 | RC JIMI Vyškov – RC Dragon Brno         | 54:5          | 5             | 05.09.2015 11:00 | RK Petrovice – RC Mountfield Říčany     | 12:38         |       |
| 2             | 30.08.2015 15:00 | RC Praga Praha – RK Petrovice           | 38:12         | 6             | 05.09.2015 13:00 | RC Slavia Praha – RC Sparta Praha       | 53:0          |       |
| 3             | 30.08.2015 17:00 | RC Sparta Praha – RC Mountfield Říčany  | 12:41         | 7             | 05.09.2015 14:00 | RC Dragon Brno – RC Tatra Smíchov       | 30:31         |       |
| 4             | 19.03.2016       | RC Tatra Smíchov – RC Slavia Praha      | 16:23         | 8             | 05.09.2015 15:00 | RC Praga Praha – RC JIMI Vyškov         | 29:17         |       |
| III. kolejka  | III. kolejka     | III. kolejka                            | III. kolejka  | IV. kolejka   | IV. kolejka      | IV. kolejka                             | IV. kolejka   |       |
| 9             | 12.09.2015 11:00 | RC Tatra Smíchov – RC Praga Praha       | 28:32         | 13            | 26.09.2015 14:00 | RK Petrovice – RC Slavia Praha          | 21:26         |       |
| 10            | 12.09.2015 11:00 | RC Sparta Praha – RC Dragon Brno        | 10:24         | 14            | 26.09.2015 14:00 | RC Praga Praha – RC Sparta Praha        | 88:5          |       |
| 11            | 12.09.2015 14:00 | RC JIMI Vyškov – RK Petrovice           | 17:0          | 15            | 26.09.2015 14:00 | RC JIMI Vyškov – RC Tatra Smíchov       | 33:13         |       |
| 12            | 12.09.2015 15:00 | RC Mountfield Říčany – RC Slavia Praha  | 15:6          | 16            | 26.09.2015 15:00 | RC Dragon Brno – RC Mountfield Říčany   | 7:33          |       |
| V. kolejka    | V. kolejka       | V. kolejka                              | V. kolejka    | VI. kolejka   | VI. kolejka      | VI. kolejka                             | VI. kolejka   |       |
| 17            | 03.10.2015 11:00 | RC Tatra Smíchov – RK Petrovice         | 55:3          | 21            | 17.10.2015 11:00 | RC Tatra Smíchov – RC Sparta Praha      | 43:17         |       |
| 18            | 03.10.2015 14:00 | RC Slavia Praha – RC Dragon Brno        | 17:10         | 22            | 17.10.2015 14:00 | RK Petrovice – RC Dragon Brno           | 19:20         |       |
| 19            | 03.10.2015 15:00 | RC Mountfield Říčany – RC Praga Praha   | 14:47         | 23            | 17.10.2015 14:00 | RC Praga Praha – RC Slavia Praha        | 41:10         |       |
| 20            | 19.03.2016 14:00 | RC Sparta Praha – RC JIMI Vyškov        | 17:14         | 24            | 17.10.2015 14:00 | RC JIMI Vyškov – RC Mountfield Říčany   | 27:5          |       |
| VII. kolejka  | VII. kolejka     | VII. kolejka                            | VII. kolejka  | VIII. kolejka | VIII. kolejka    | VIII. kolejka                           | VIII. kolejka |       |
| 25            | 31.10.2015 13:00 | RC Sparta Praha – RK Petrovice          | 25:5          | 29            | 07.11.2015 14:00 | RK Petrovice – RC Praga Praha           | 10:46         |       |
| 26            | 31.10.2015 14:00 | RC Slavia Praha – RC JIMI Vyškov        | 5:37          | 30            | 07.11.2015 14:00 | RC Slavia Praha – RC Tatra Smíchov      | 21:27         |       |
| 27            | 31.10.2015 15:00 | RC Mountfield Říčany – RC Tatra Smíchov | 35:19         | 31            | 07.11.2015 14:00 | RC Mountfield Říčany – RC Sparta Praha  | 23:16         |       |
| 28            | 31.10.2015 15:00 | RC Dragon Brno – RC Praga Praha         | 7:14          | 32            | 07.11.2015 15:00 | RC Dragon Brno – RC JIMI Vyškov         | 13:21         |       |
| IX. kolejka   | IX. kolejka      | IX. kolejka                             | IX. kolejka   | X. kolejka    | X. kolejka       | X. kolejka                              | X. kolejka    |       |
| 33            | 14.11.2015       | RC Mountfield Říčany – RK Petrovice     | 23:10         | 37            | 26.03.2016       | RK Petrovice – RC JIMI Vyškov           | 0:41          |       |
| 34            | 14.11.2015       | RC Sparta Praha – RC Slavia Praha       | 32:14         | 38            | 26.03.2016       | RC Praga Praha – RC Tatra Smíchov       | 41:36         |       |
| 35            | 14.11.2015       | RC Tatra Smíchov – RC Dragon Brno       | 46:10         | 39            | 26.03.2016       | RC Dragon Brno – RC Sparta Praha        | 20:24         |       |
| 36            | 14.11.2015       | RC JIMI Vyškov – RC Praga Praha         | 19:31         | 40            | 26.03.2016       | RC Slavia Praha – RC Mountfield Říčany  | 8:8           |       |
| XI. kolejka   | XI. kolejka      | XI. kolejka                             | XI. kolejka   | XII. kolejka  | XII. kolejka     | XII. kolejka                            | XII. kolejka  |       |
| 41            | 16.04.2016       | RC Slavia Praha – RK Petrovice          | 24:3          | 45            | 23.04.2016       | RK Petrovice – RC Tatra Smíchov         | 3:32          |       |
| 42            | 16.04.2016       | RC Mountfield Říčany – RC Dragon Brno   | 39:0          | 46            | 23.04.2016       | RC JIMI Vyškov – RC Sparta Praha        | 28:25         |       |
| 43            | 16.04.2016       | RC Sparta Praha – RC Praga Praha        | 29:17         | 47            | 23.04.2016       | RC Praga Praha – RC Mountfield Říčany   | 34:19         |       |
| 44            | 16.04.2016       | RC Tatra Smíchov – RC JIMI Vyškov       | 22:18         | 48            | 23.04.2016       | RC Dragon Brno – RC Slavia Praha        | 23:17         |       |
| XIII. kolejka | XIII. kolejka    | XIII. kolejka                           | XIII. kolejka | XIV. kolejka  | XIV. kolejka     | XIV. kolejka                            | XIV. kolejka  |       |
| 49            | 07.05.2016 13:00 | RC Sparta Praha – RC Tatra Smíchov      | 37:22         | 53            | 14.05.2016 11:00 | RC Tatra Smíchov – RC Mountfield Říčany | 12:30         |       |
| 50            | 07.05.2016 14:00 | RC Slavia Praha – RC Praga Praha        | 10:31         | 54            | 14.05.2016 14:00 | RK Petrovice – RC Sparta Praha          | 0:90          |       |
| 51            | 07.05.2016 15:00 | RC Dragon Brno – RK Petrovice           | 53:10         | 55            | 14.05.2016 14:00 | RC JIMI Vyškov – RC Slavia Praha        | 37:7          |       |
| 52            | 07.05.2016 15:00 | RC Mountfield Říčany – RC JIMI Vyškov   | 5:11          | 56            | 14.05.2016 14:00 | RC Praga Praha – RC Dragon Brno         | 50:7          |       |

## Faza pucharowa
|  |                      |                      |                  |                      |    |                |                |       |
|  | Półfinały            | Półfinały            | Półfinały        |                      |    | Finał          | Finał          | Finał |
|  | Półfinały            | Półfinały            | Półfinały        |                      |    | Finał          | Finał          | Finał |
|  | 28 maja 2016 14:00   |                      |                  |                      |    |                |                |       |
|  |                      |                      |                  |                      |    |                |                |       |
|  | RC JIMI Vyškov       | RC JIMI Vyškov       | 31               |                      |    |                |                |       |
|  | RC JIMI Vyškov       | RC JIMI Vyškov       | 31               | 4 czerwca 2016 14:00 |    |                |                |       |
|  | RC Mountfield Říčany | RC Mountfield Říčany | 0                |                      |    |                |                |       |
|  | RC Mountfield Říčany | RC Mountfield Říčany | 0                |                      |    | RC JIMI Vyškov | RC JIMI Vyškov | 29    |
|  | 28 maja 2016 14:00   |                      |                  |                      |    | RC JIMI Vyškov | RC JIMI Vyškov | 29    |
|  |                      |                      | RC Tatra Smíchov | RC Tatra Smíchov     | 20 |                |                |       |
|  | RC Praga             | RC Praga             | RC Tatra Smíchov | RC Tatra Smíchov     | 20 | 16             |                |       |
|  | RC Praga             | RC Praga             |                  |                      |    |                |                |       |
|  | RC Tatra Smíchov     | RC Tatra Smíchov     | 21               |                      |    |                |                |       |
|  | RC Tatra Smíchov     | RC Tatra Smíchov     | 21               | Mecz o 3. miejsce    |    |                |                |       |
|  |                      |                      |                  |                      |    |                |                |       |
|  | 4 czerwca 2016 14:00 |                      |                  |                      |    |                |                |       |
|  |                      |                      |                  |                      |    |                |                |       |
|  | RC Praga             | RC Praga             | 22               |                      |    |                |                |       |
|  | RC Praga             | RC Praga             | 22               |                      |    |                |                |       |
|  | RC Mountfield Říčany | RC Mountfield Říčany | 10               |                      |    |                |                |       |
|  | RC Mountfield Říčany | RC Mountfield Říčany | 10               |                      |    |                |                |       |

| 28 maja 201614:00 | RC JIMI Vyškov | 31:0(15:0) | RC Mountfield Říčany | Areál Jana Navrátila, Vyškov |
| 28 maja 201614:00 |                | 31:0(15:0) |                      | Areál Jana Navrátila, Vyškov |

| 28 maja 201614:00 | RC Praga | 16:21(6:10) | RC Tatra Smíchov | U Rokytky, Praga |
| 28 maja 201614:00 |          | 16:21(6:10) |                  | U Rokytky, Praga |

| 4 czerwca 201614:00 | RC JIMI Vyškov | 29:20(9:5) | RC Tatra Smíchov | Areál Jana Navrátila, Vyškov |
| 4 czerwca 201614:00 |                | 29:20(9:5) |                  | Areál Jana Navrátila, Vyškov |

| 4 czerwca 201614:00 | RC Praga | 22:10(22:5) | RC Mountfield Říčany | U Rokytky, Praga |
| 4 czerwca 201614:00 |          | 22:10(22:5) |                      | U Rokytky, Praga |

## Klasyfikacja końcowa
| Miejsce | Klub                 |
| ------- | -------------------- |
| 1       | RC JIMI Vyškov       |
| 2       | RC Tatra Smíchov     |
| 3       | RC Praga             |
| 4       | RC Mountfield Říčany |
| 5       | RC Sparta Praga      |
| 6       | RC Slavia Praga      |
| 7       | RC Dragon Brno       |
| 8       | RK Petrovice         |